# Liste des ministres de la Culture en Belgique francophone
En Belgique, le ministère de la Culture a été créé en 1958 sous la dénomination de ministère des Affaires culturelles. Auparavant, la culture avait dépendu du ministère de l'Intérieur jusqu'en 1907, puis du ministère des Sciences et des Arts de 1907 à 1932 et du ministère de l'Instruction publique de 1932 à 1958.
À partir du Gouvernement Harmel, les Affaires culturelles françaises et néerlandaises sont scindées. Les Communautés culturelles française et néerlandaises sont créées avec la réforme constitutionnelle de 1971, mais elles ne disposent pas d'institutions propres : les compétences culturelles sont attribuées à des ministres francophone et néerlandophone, respectivement, du gouvernement national. Ce n'est toutefois qu'avec la réforme constitutionnelle de 1980 que les Communautés culturelles sont renommées « Communautés », et prennent la forme d'entitées fédérées, avec un Parlement et un Gouvernement propre. Le premier Gouvernement de la Communauté française voit le jour le 22 décembre 1981.

## Ministres des Affaires culturelles au sein du Gouvernement belge
| Nom | Nom                             | Parti | Mandat                                                        | Gouvernement(s)              | Portefeuille ministériel                                 |
| --- | ------------------------------- | ----- | ------------------------------------------------------------- | ---------------------------- | -------------------------------------------------------- |
|     | Pierre Harmel (1911-2009)       | PSC   | 6 novembre 1958 - 3 septembre 1960 (1 an, 9 mois et 28 jours) | Gaston Eyskens III           | Ministre des Affaires culturelles                        |
|     | Renaat Van Elslande (1916-2000) | PSC   | 3 septembre 1960 - 25 avril 1961 (7 mois et 22 jours)         | Gaston Eyskens III (remanié) | Ministre-sous-secrétaire d'État aux Affaires culturelles |
|     | Victor Larock (1904-1977)       | PSB   | 25 avril 1961 - 31 juillet 1963 (2 ans, 3 mois et 6 jours)    | Lefèvre                      | Ministre de l'Éducation nationale et de la Culture       |
|     | Henri Janne (1908-1991)         | PSB   | 31 juillet 1963 - 28 juillet 1965 (1 an, 11 mois et 27 jours) | Lefèvre                      | Ministre de l'Éducation nationale et de la Culture       |

## Ministres de la Culture française au sein du Gouvernement belge
À partir du 1965, les Affaires culturelles sont scindées : on parle désormais de « Culture française » et de « Culture néerlandaise ». Ces deux portefeuilles sont gérés par un ministre francophone et par un ministre néerlandophone, respectivement.
| Nom                 | Nom                                | Parti | Mandat                                                      | Gouvernement(s)                                                                                    | Portefeuille ministériel                           |
| ------------------- | ---------------------------------- | ----- | ----------------------------------------------------------- | -------------------------------------------------------------------------------------------------- | -------------------------------------------------- |
|                     | Paul de Stexhe (1913-1999)         | PSC   | 28 juillet 1965 - 19 mars 1966 (7 mois et 19 jours)         | Harmel                                                                                             | Ministre-secrétaire d'État de la Culture française |
|                     | Pierre Wigny (1905-1986)           | PSC   | 19 mars 1966 - 17 juin 1968 (2 ans, 2 mois et 29 jours)     | Vanden Boeynants I                                                                                 | Ministre de la Justice et de la Culture française  |
|                     | Albert Parisis (1910-1992)         | PSC   | 17 juin 1968 - 20 janvier 1972 (3 ans, 7 mois et 3 jours)   | Gaston Eyskens IV                                                                                  | Ministre de la Culture française                   |
|                     | Charles Hanin (1914-2012)          | PSC   | 20 janvier 1972 - 26 janvier 1973 (1 an et 6 jours)         | Gaston Eyskens V                                                                                   | Ministre de la Culture française                   |
|                     | Pierre Falize (1927-1980)          | PSB   | 26 janvier 1973 - 25 avril 1974 (1 an, 2 mois et 30 jours)  | Leburton I                                                                                         | Ministre de la Culture française                   |
| Leburton II         | Pierre Falize (1927-1980)          | PSB   | 26 janvier 1973 - 25 avril 1974 (1 an, 2 mois et 30 jours)  | Ministre de la Culture française, de l'Aménagement du territoire et du Logement                    |                                                    |
|                     | Jean-Pierre Grafé (1932-2019)      | PSC   | 25 avril 1974 - 4 octobre 1974 (5 mois et 9 jours)          | Tindemans I                                                                                        | Ministre de la Culture française                   |
| Tindemans II        | Jean-Pierre Grafé (1932-2019)      | PSC   | 25 avril 1974 - 4 octobre 1974 (5 mois et 9 jours)          | | Ministre de la Culture française                   |
|                     | Henri-François Van Aal (1933-2001) | PSC   | 4 octobre 1974 - 3 juin 1977 (2 ans, 7 mois et 30 jours)    | Ministre de la Culture française, adjoint pour le Logement au secrétaire des Affaires bruxelloises |                                                    |
| Tindemans III       | Henri-François Van Aal (1933-2001) | PSC   | 4 octobre 1974 - 3 juin 1977 (2 ans, 7 mois et 30 jours)    | Ministre de la Culture française, adjoint pour le Logement au secrétaire des Affaires bruxelloises |                                                    |
|                     | Jean-Maurice Dehousse (1936-2023)  | PS    | 3 juin 1977 - 3 avril 1979 (1 an et 10 mois)                | Tindemans IV                                                                                       | Ministre de la Culture française                   |
| Vanden Boeynants II | Jean-Maurice Dehousse (1936-2023)  | PS    | 3 juin 1977 - 3 avril 1979 (1 an et 10 mois)                | | Ministre de la Culture française                   |
|                     | Michel Hansenne (1940-)            | PSC   | 3 avril 1979 - 17 décembre 1981 (2 ans, 8 mois et 14 jours) | Martens I                                                                                          | Ministre des Affaires communautaires françaises    |
| Martens II          | Michel Hansenne (1940-)            | PSC   | 3 avril 1979 - 17 décembre 1981 (2 ans, 8 mois et 14 jours) | Ministre de la Communauté française                                                                |                                                    |
| Martens III         | Michel Hansenne (1940-)            | PSC   | 3 avril 1979 - 17 décembre 1981 (2 ans, 8 mois et 14 jours) | Ministre de la Communauté française                                                                |                                                    |
| Martens IV          | Michel Hansenne (1940-)            | PSC   | 3 avril 1979 - 17 décembre 1981 (2 ans, 8 mois et 14 jours) | Ministre de la Communauté française                                                                |                                                    |
| Mark Eyskens        | Michel Hansenne (1940-)            | PSC   | 3 avril 1979 - 17 décembre 1981 (2 ans, 8 mois et 14 jours) | Ministre de la Communauté française                                                                |                                                    |

## Ministres de la Culture au sein du Gouvernement de la Communauté française
À la suite de la réforme constitutionnelle de 1980, les Communautés française et flamandes sont créées. Le nouveau gouvernement de la Communauté française devient compétent pour les affaires culturelles en Belgique francophone.
| Nom        | Nom                           | Parti       | Mandat                                                          | Gouvernement(s)                                                                   | Portefeuille ministériel |
| ---------- | ----------------------------- | ----------- | --------------------------------------------------------------- | --------------------------------------------------------------------------------- | --- |
|            | Philippe Moureaux (1939-2018) | PS          | 22 décembre 1981 - 9 décembre 1985 (3 ans, 11 mois et 17 jours) | Moureaux                                                                          | Ministre-président, chargé des Affaires culturelles et des Relations extérieures                                                                      |
|            | Philippe Monfils (1939-)      | PRL         | 9 décembre 1985 - 2 février 1988 (2 ans, 1 mois et 24 jours)    | Monfils                                                                           | Ministre-président |
|            | Philippe Moureaux (1939-2018) | PS          | 2 février 1988 - 11 mai 1988 (3 mois et 9 jours)                | Moureaux II                                                                       | Ministre-président, chargé de la Culture et de la Communication                                                                                       |
|            | Valmy Féaux (1933-)           | PS          | 11 mai 1988 - 7 janvier 1992 (3 ans, 7 mois et 27 jours)        | Féaux                                                                             | Ministre-président, chargé de la Culture et de la Communication                                                                                       |
|            | Bernard Anselme (1945-)       | PS          | 7 janvier 1992 - 11 mai 1993 (1 an, 4 mois et 4 jours)          | Anselme                                                                           | Ministre-président, chargé de la Culture et de la Communication                                                                                       |
|            | Éric Tomas (1948-)            | PS          | 11 mai 1993 - 22 juin 1995 (2 ans, 1 mois et 11 jours)          | Onkelinx I                                                                        | Ministre du Budget, de la Culture et du Sport |
|            | Charles Picqué (1948-)        | PS          | 22 juin 1995 - 22 juillet 1999 (4 ans et 1 mois)                | Onkelinx II                                                                       | Ministre de la Culture et de l'Éducation permanente                                                                                                   |
|            | Robert Collignon (1943-)      | PS          | 22 juillet 1999 - 4 avril 2000 (8 mois et 13 jours)             | Hasquin                                                                           | Ministre du Budget, de la Culture et des Sports |
|            | Rudy Demotte (1963-)          | PS          | 4 avril 2000 - 15 juillet 2003 (3 ans, 3 mois et 11 jours)      | Hasquin                                                                           | Ministre du Budget, de la Culture, des Sports, de la Fonction publique et de la Jeunesse                                                              |
|            | Christian Dupont (1947-)      | PS          | 15 juillet 2003 - 26 juillet 2004 (1 an et 11 jours)            | Hasquin                                                                           | Ministre de la Culture, des Sports, de la Fonction publique et de la Jeunesse                                                                         |
|            | Fadila Laanan (1967-)         | PS          | 26 juillet 2004 - 22 juillet 2014 (9 ans, 11 mois et 26 jours)  | Arena                                                                             | Ministre de la Culture, de l'Audiovisuel et de la Jeunesse                                                                                            |
| Demotte I  | Fadila Laanan (1967-)         | PS          | 26 juillet 2004 - 22 juillet 2014 (9 ans, 11 mois et 26 jours)  | Ministre de la Culture et de l'Audiovisuel                                        | |
| Demotte II | Fadila Laanan (1967-)         | PS          | 26 juillet 2004 - 22 juillet 2014 (9 ans, 11 mois et 26 jours)  | Ministre de la Culture, de l'Audiovisuel, de la Santé et de l'Égalité des chances | |
|            | Joëlle Milquet (1961-)        | cdH         | 22 juillet 2014 - 18 avril 2016 (1 an, 8 mois et 27 jours)      | Demotte III                                                                       | Vice-présidente, ministre de l'Éducation, de la Petite Enfance, des Crèches et de la Culture                                                          |
|            | Alda Greoli (1962-)           | cdH         | 18 avril 2016 - 17 septembre 2019 (3 ans, 4 mois et 30 jours)   | Demotte III                                                                       | Vice-présidente, ministre de la Culture, de l'Enfance et de l'Éducation permanente                                                                    |
|            | Bénédicte Linard (1976-)      | Ecolo       | 17 septembre 2019 - 16 juillet 2024 (4 ans, 9 mois et 29 jours) | Jeholet                                                                           | Vice-présidente, ministre de la Culture, de l'Enfance, des Droits des femmes, de la Santé et des Médias                                               |
|            | Élisabeth Degryse (1980-)     | Les Engagés | Depuis le 16 juillet 2024 (10 mois et 25 jours)                 | Degryse                                                                           | Ministre-présidente, chargée du Budget, de l'Enseignement supérieur, de la Culture, des Relations internationales et des Relations intra-francophones |

## Source
Ministère de la Communauté française de Belgique, Liste des ministres de la Culture en Belgique francophone de 1958 à 2009, Observatoire des Politiques culturelles, 2009.